# HD 196050 b
HD 196050 b是一顆質量至少是木星2.9倍，公轉週期1378日的系外行星。該行星和母恆星的平均距離是2.54天文單位或12.3微角秒，軌道離心率0.228，因此和母恆星距離在1.96到3.12天文單位間變化。它的平均軌道速度是20.1 km/s，軌道速度半振幅是49.7 m/s。軌道近心點經度是187°，近心點時間則是2,450,843 JD。
該行星是以觀測恆星光譜位移的都卜勒光譜學法發現。澳大利亞的 Jones 等人於2002年在英澳天文台以英澳望遠鏡發現它。

## 外部連結
- . Exoplanets.   [2012-11-17]. （原始内容存档于2009-11-25）.
- . Extrasolar Visions.   [2012-11-17]. （原始内容存档于2004-11-15）.